# Sheldon, Vermont
Sheldon är en kommun (town) i Franklin County i delstaten Vermont, USA. Vid folkräkningen år 2000 bodde 1 990 personer på orten. Den har enligt United States Census Bureau en area på totalt 101,8 km², varav 1,7 km² är vatten.  